# Kyeemagh
Kyeemagh är en del av en befolkad plats i Australien. Den ligger i kommunen Rockdale och delstaten New South Wales, i den sydöstra delen av landet, omkring 11 kilometer sydväst om delstatshuvudstaden Sydney. Antalet invånare är 790.
Trakten är tätbefolkad. Närmaste större samhälle är Sydney, omkring 11 kilometer nordost om Kyeemagh. 
Genomsnittlig årsnederbörd är 1 507 millimeter. Den regnigaste månaden är juni, med i genomsnitt 232 mm nederbörd, och den torraste är juli, med 39 mm nederbörd.